# Região Metropolitana de Londrina
A Região Metropolitana de Londrina (RMLO) foi instituída pela da Lei Complementar Estadual 81, de 17 de junho de 1998, sendo formada pelos municípios de Londrina,  Pitangueiras, Ibiporã, Cambé, Bela Vista do Paraíso, Primeiro de Maio, Rolândia, Sabáudia, Sertanópolis, Tamarana, Porecatu, Assaí, Jataizinho, Alvorada do Sul, Jaguapitã, Florestópolis e Arapongas.
Em novembro de 2013, foi sancionado a lei complementar que amplia a RMLO, passando a integrar também os municípios de Centenário do Sul,  Guaraci, Lupionópolis, Prado Ferreira, Miraselva, Rancho Alegre, Sertaneja e Uraí.
A Região Metropolitana de Londrina é subordinada ao SEDUR - Secretaria de Desenvolvimento Urbano do Paraná.

## Municípios
| Município             | Legislação   | Área (km²) | População (2018) | IDH (2000) | PIB (Produto Interno Bruto) (2008) | Distância à Londrina (km) |
| --------------------- | ------------ | ---------- | ---------------- | ---------- | ---------------------------------- | ------------------------- |
| Alvorada do Sul       | LCE 129/2010 | 424,249    | 11.306           | 0,757      | R$ 109,7 milhões                   | 65,9                      |
| Arapongas             | LCE 129/2010 | 382,215    | 121.198          | 0,774      | R$ 1,6 bilhão                      | 24                        |
| Assaí                 | LCE 129/2010 | 440,347    | 15.289           | 0,748      | R$ 231,1 milhões                   | 42,5                      |
| Bela Vista do Paraíso | LCE 81/1998  | 242,689    | 15.395           | 0,771      | R$ 198,8 milhões                   | 39,6                      |
| Cambé                 | LCE 81/1998  | 494,870    | 105.704          | 0,793      | R$ 1,5 bilhão                      | 12                        |
| Centenário do Sul     | LCE -/2013   | 371,835    | 10.891           | 0,738      | R$ 71,2 milhões                    | 69,50                     |
| Florestópolis         | LCE -/2011   | 246,331    | 10.646           | 0,726      | R$ 69,6 milhões                    | 86                        |
| Guaraci               | LCE -/2013   | 211,733    | 5.473            | 0,739      | R$ 35,7 milhões                    | 61,76                     |
| Ibiporã               | LCE 81/1998  | 297,742    | 53.970           | 0,801      | R$ 843,2 milhões                   | 14,5                      |
| Jaguapitã             | LCE -/2011   | 475,004    | 13.494           | 0,761      | R$ 157,5 milhões                   | 63                        |
| Jataizinho            | LCE 81/1998  | 159,178    | 12.536           | 0,733      | R$ 78,1 milhões                    | 29,17                     |
| Londrina              | LCE 81/1998  | 1.650,809  | 563.943          | 0,824      | R$ 8 bilhões                       | -                         |
| Lupionópolis          | LCE -/2013   | 121,067    | 4.894            | 0,723      | R$ 48,2 milhões                    | 79,15                     |
| Miraselva             | LCE -/2013   | 90,294     | 1.816            | 0,787      | R$ 14,3 milhões                    | 49,61                     |
| Pitangueiras          | LCE -/2012   | 123,229    | 3.185            | 0,754      | R$ 38,1 milhões                    | 70                        |
| Porecatu              | LCE -/2012   | 291,665    | 13.084           | 0,785      | R$ 94,8 milhões                    | 98                        |
| Primeiro de Maio      | LCE 129/2010 | 414,442    | 11.114           | 0,747      | R$ 116,3 milhões                   | 69,2                      |
| Prado Ferreira        | LCE -/2013   | 153,398    | 3.726            | 0,756      | R$ 37,7 milhões                    | 40,95                     |
| Rancho Alegre         | LCE -/2013   | 167,646    | 3.832            | 0,738      | R$ 41,3 milhões                    | 37,03                     |
| Rolândia              | LCE 81/1998  | 459,024    | 65.757           | 0,784      | R$ 928,3 milhões                   | 21,8                      |
| Sabáudia              | LCE 81/1998  | 190,329    | 6.760            | 0,754      | R$ 78,7 milhões                    | 56,7                      |
| Sertaneja             | LCE -/2013   | 444,488    | 5.355            | 0,786      | R$ 131,2 milhões                   | 45,63                     |
| Sertanópolis          | LCE 81/1998  | 505,532    | 16.323           | 0,781      | R$ 230,4 milhões                   | 47,1                      |
| Tamarana              | LCE 81/1998  | 472,155    | 14.548           | 0,683      | R$ 117,2 milhões                   | 67,4                      |
| Uraí                  | LCE -/2013   | 237,806    | 11.356           | 0,751      | R$ 119,8 milhões                   | 40,09                     |
| Total                 |              | 9 068 077  | 1 101 595        |            | R$ 14,9 bilhões                    |                           |

Fonte:  Estimativa populacional IBGE 2014. Visitado em 02 de dezembro de 2014.